# Chapelle Saint-Julien-la-Tourette
La chapelle Saint-Julien-la-Tourette est un édifice situé à Saint-Pal-de-Mons, en France.

## Localisation
La chapelle est située sur le territoire de la commune de Saint-Pal-de-Mons, sur un promontoire au-dessus de la rivière Dunière, sur le site de Laval à environ vingt minutes de marche du village de Villedemont, dans le département  de la Haute-Loire, en région Auvergne-Rhône-Alpes.

## Description
La chapelle date de l'époque romane, construite probablement à la fin du XIe siècle, située dans un site naturel sauvage, dégradée au moment de la Révolution, vendue comme bien national. Elle était entourée d'un prieuré « rural » dépendant de l'abbaye de La Chaise-Dieu. Cette chapelle rudimentaire est un lieu de pèlerinage depuis le XIXe siècle, essentiellement à l'occasion de la fête de Pentecôte. La commune vient de procéder à des travaux, réfection du toit, de l'intérieur. Les statues anciennes qui ornaient cette chapelle sont remisées dans la sacristie de l'église paroissiale.

## Historique
La chapelle est inscrite au titre des monuments historiques par arrêté du 24 mai 1996.

## Galerie

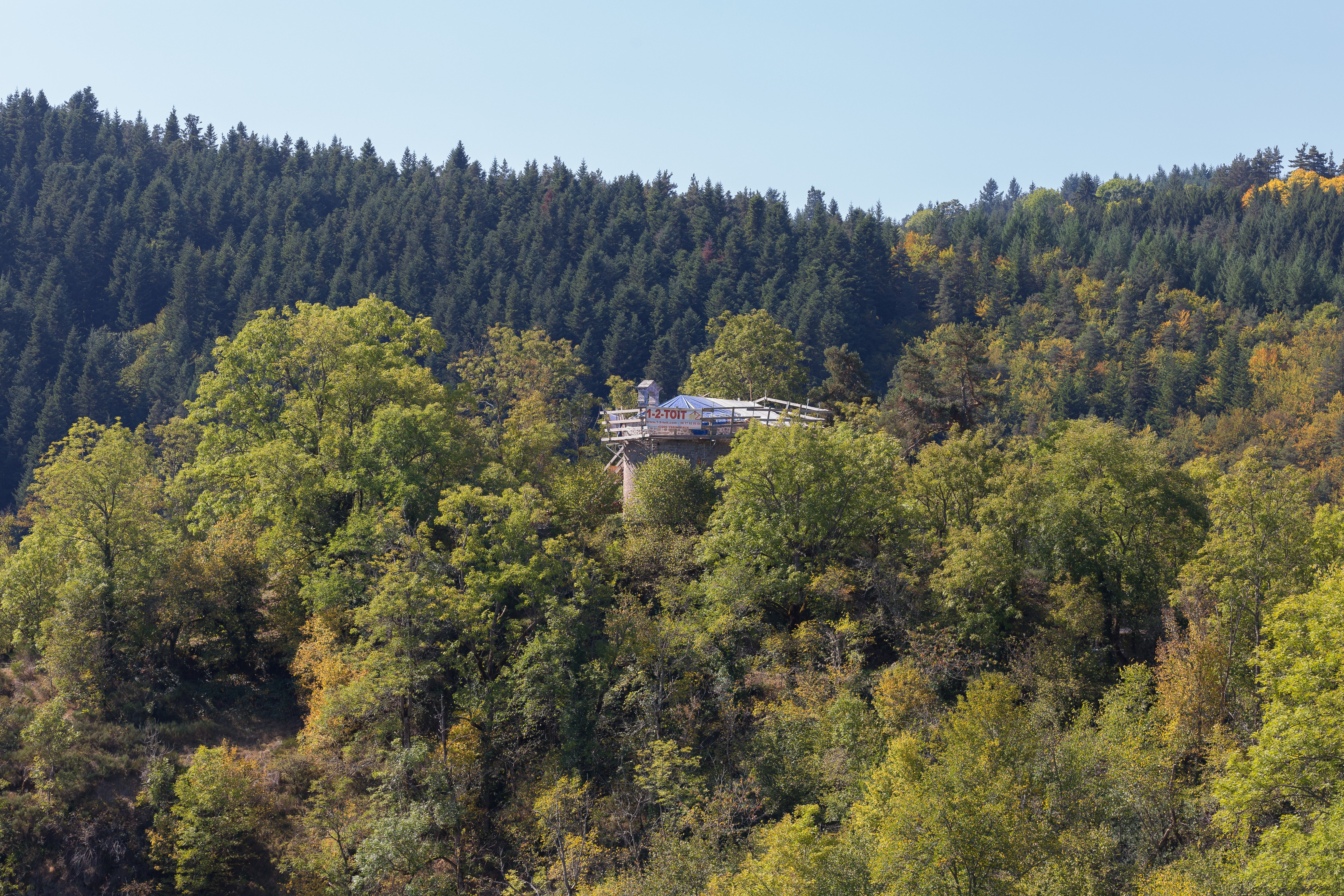
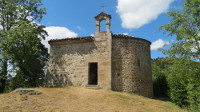
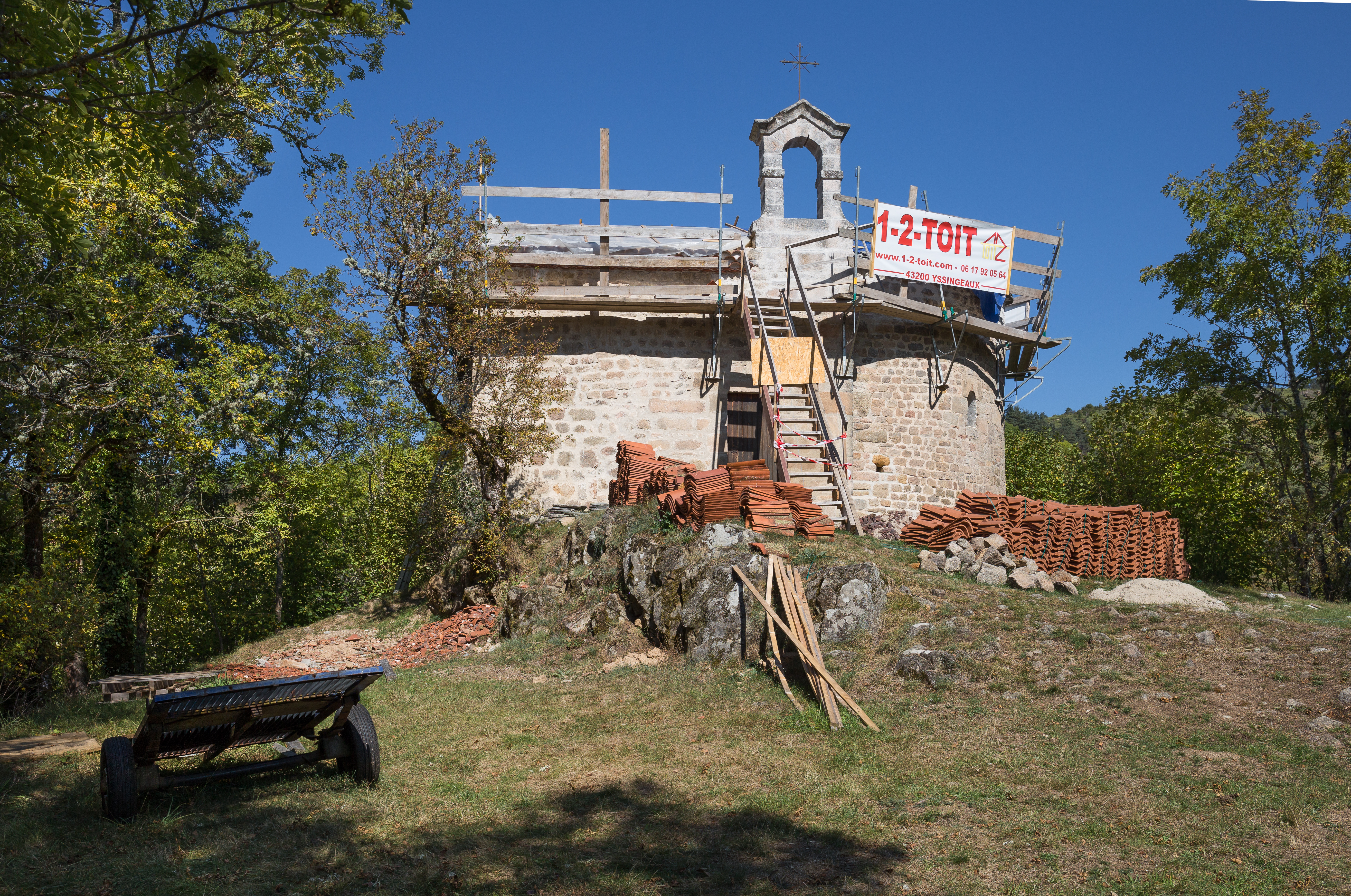